# Rumänien i olympiska sommarspelen 2000
Rumänien deltog i de olympiska sommarspelen 2000 med en trupp bestående av 145 deltagare, 71 män och 74 kvinnor, och de tog totalt 26 medaljer.

## Medaljer

### Guld
- Gabriela Szabo - Friidrott, 5 000 m
- Mihai Claudiu Covaliu - Fäktning, sabel, individuellt
- Florin Popescu och Mitică Pricop - Kanotsport, C-2 1000 meter
- Marius Urzică - Gymnastik, bygelhäst
- Simona Amânar - Gymnastik, mångkamp
- Simona Amânar, Loredana Boboc, Andreea Isărescu, Maria Olaru, Claudia Presecan och Andreea Răducan - Gymnastik, mångkamp, lag
- Angela Alupei och Constanța Burcică - Rodd, dubbelsculler lättvikt
- Georgeta Damian och Doina Ignat - Rodd, två utan styrman
- Veronica Cochelea, Georgeta Damian, Maria Magdalena Dumitrache, Liliana Gafencu, Elena Georgescu, Doina Ignat, Elisabeta Lipă, Ioana Olteanu och Viorica Susanu - Rodd, åtta med styrman
- Diana Mocanu - Simning, 100 m ryggsim
- Diana Mocanu - Simning, 200 m ryggsim

### Silver
- Marian Simion - Boxning, lätt medelvikt
- Violeta Szekely - Friidrott, 1 500 m
- Lidia Simon - Friidrott, maraton
- Maria Olaru - Gymnastik, mångkamp
- Andreea Răducan - Gymnastik, hopp
- Beatrice Căslaru - Simning, 200 m individuell medley

### Brons
- Dorel Simion - Boxning, weltervikt
- Gabriela Szabo - Friidrott, 1 500 m
- Oana Pantelimon - Friidrott, höjdhopp
- Simona Amânar - Gymnastik, fristående
- Simona Richter - Judo, lätt tungvikt 78 kg
- Florin Popescu och Mitică Pricop - Kanotsport, C-2 500 meter
- Raluca Ioniță, Mariana Limbău, Elena Radu och Sanda Toma - Kanotsport, K-4 500 meter
- Beatrice Căslaru - Simning, 400 m individuell medley
- Iulian Raicea - Skytte, 25 m snabbpistol

## Boxning
Lätt flugvikt
- Marian Velicu
  - Omgång 1 — Besegrade Ramazan Ballioglu från Turkiet
  - Omgång 2 — Förlorade mot Maikro Romero från Kuba (→ gick inte vidare)

Flugvikt
- Bogdan Dobrescu
  - Omgång 1 — Besegrade Yang Xiangzhong från Kina-Taipei
  - Omgång 2 — Förlorade mot Manuel Mantilla från Kuba (→ gick inte vidare)

Bantamvikt
- George Olteanu
  - Omgång 1 — Besegrade Artour Mikaelian från Grekland
  - Omgång 2 — Besegrade Cesar Morales Velazquez från Mexiko
  - Kvartsfinal — Förlorade mot Clarence Vinson från USA (→ gick inte vidare)

Fjädervikt
- Ovidiu Bobîrnat
  - Omgång 1 — Förlorade mot Bekzat Sattarkhanov från Kazakstan (→ gick inte vidare)

Lättvikt
- Gheorghe Lungu
  - Omgång 1 — Besegrade Adisu Tebebu från Etiopien
  - Omgång 2 — Förlorade mot Cristian Bejarano från Mexiko (→ gick inte vidare)

Weltervikt
- Dorel Simion
  - Omgång 1 — Besegrade Ruben Fuchu från Puerto Rico
  - Omgång 2 — Besegrade Roberto Guerra från Kuba
  - Kvartsfinal — Besegrade Steven Küchler från Tyskland
  - Semifinal — Förlorade mot Oleg Saitov från Ryssland —  Brons

Lätt mellanvikt
- Marian Simion
  - Omgång 1 — Besegrade Ciro Fabio di Corcia från Italien
  - Omgång 2 — Besegrade José Luis Zertuche från Mexiko
  - Kvartsfinal — Besegrade Frédéric Esther från Frankrike
  - Semifinal — Besegrade Pornchai Thongburan från Thailand
  - Final — Förlorade mot Yermakhan Ibraimov från Kazakstan —  Silver

Mellanvikt
- Adrian Diaconu
  - Omgång 1 — Besegrade Abdelhani Kinzi från Algeria
  - Omgång 2 — Besegrade Jitender Kumar från Indien
  - Kvartsfinal — Förlorade mot Jorge Gutiérrez från Kuba (→ gick inte vidare)

Lätt tungvikt
- Grigore Claudiu Rasco
  - Omgång 1 — Förlorade mot Sergei Mikhailov från Uzbekistan (→ gick inte vidare)

Supertungvikt
- Constantin Onofrei
  - Omgång 1 — Bye
  - Omgång 2 — Förlorade mot Samuel Peter från Nigeria (→ gick inte vidare)

## Friidrott
Herrarnas 3 000 meter hinder
- Florin Ionescu
  - Omgång 1 — 08:37.44 (→ gick inte vidare)

Herrarnas kulstötning
- Gheorghe Guşet
  - Kval — 18.56 (→ gick inte vidare)

Herrarnas diskuskastning
- Costel Grasu
  - Kval — NM (→ gick inte vidare)

Herrarnas längdhopp
- Bogdan Ţărus
  - Kval — 8.00
  - Final — 8.00 (→ 8:e plats)

Herrarnas tresteg
- Ionuţ Pungă
  - Kval — 16.72 (→ gick inte vidare)

Herrarnas 20 kilometer gång
- Costică Bălan
  - Final — 1:23:42 (→ 18:e plats)

Damernas 400 meter
- Otillia Silvia Ruicu
  - Omgång 1 — 52.65
  - Omgång 2 — 52.28 (→ gick inte vidare)

Damernas 800 meter
- Elena Iagăr
  - Omgång 1 — 02:07.56 (→ gick inte vidare)

Damernas 1 500 meter
- Gabriela Szabo
  - Omgång 1 — 04:08.33
  - Semifinal — 04:07.38
  - Final — 04:05.27 (→  Brons)

- Violeta Szekely
  - Omgång 1 — 04:10.18
  - Semifinal — 04:06.60
  - Final — 04:05.15 (→  Silver)

- Elena Iagăr
  - Omgång 1 — 04:11.35
  - Semifinal — 04:14.75 (→ gick inte vidare)

Damernas 5 000 meter
- Gabriela Szabo
  - Omgång 1 — 15:08.36
  - Final — 14:40.79 (→  Guld) — olympiskt rekord

Damernas 400 meter häck
- Ionela Târlea
  - Omgång 1 — 56.40
  - Semifinal — 54.70
  - Final — 54.35 (→ 6:e plats)

Damernas diskuskastning
- Nicoleta Grasu
  - Kval — 58.87 (→ gick inte vidare)

Damernas spjutkastning
- Ana Mirela Ţermure
  - Kval — 56.31 (→ gick inte vidare)

- Felicea Moldovan Tilea
  - Kval — 58.75 (→ gick inte vidare)

Damernas tresteg
- Cristina Elena Nicolau
  - Kval — 14.14
  - Final — 14.17 (→ 6:e plats)

Damernas höjdhopp
- Oana Manuela Pantelimon
  - Kval — 1.94
  - Final — 1.99 (→  Brons)

- Monica Iagăr-Dinescu
  - Kval — 1.94
  - Final — 1.93 (→ 9:e plats)

Damernas 20 kilometer gång
- Norica Câmpean
  - Final — 1:31:50 (→ 6:e plats)

- Ana Maria Groza
  - Final — 1:33:38 (→ 13:e plats)

Damernas maraton
- Lidia Simon
  - Final — 2:23:22 (→  Silver)

- Alina Gherasim
  - Final — 2:36:16 (→ 29:e plats)

- Anuța Cătună
  - Final — DNF (→ ingen placering)

Damernas sjukamp
- Viorica Ţigău
  - 100 m häck — 13.39
  - Höjd — 1.72
  - Kula — 11.53
  - 200 m — 24.80
  - Längd — 6.01
  - Spjut — 43.38
  - 800 m — 02:19.65
  - Poäng — 5893 (→ 18:e plats)

## Fäktning
Herrarnas sabel
- Mihai Covaliu
- Victor Gaureanu
- Florin Lupeică

Herrarnas sabel, lag
- Mihai Covaliu, Florin Lupeică, Victor Gaureanu

Damernas florett
- Laura Cârlescu-Badea
- Reka Zsofia Lazăr-Szabo

## Handboll
Damer
Gruppspel
| Lag       | Pld | W | D | L | GF  | GA  | GD  | Poäng |
| --------- | --- | - | - | - | --- | --- | --- | ----- |
| Sydkorea  | 4   | 4 | 0 | 0 | 131 | 100 | +31 | 8     |
| Ungern    | 4   | 2 | 1 | 1 | 119 | 106 | +13 | 5     |
| Frankrike | 4   | 2 | 0 | 2 | 90  | 93  | -3  | 4     |
| Rumänien  | 4   | 1 | 1 | 2 | 99  | 101 | -2  | 3     |
| Angola    | 4   | 0 | 0 | 4 | 98  | 137 | -39 | 0     |

Slutspel
|  | Kvartsfinaler | Kvartsfinaler |          |       | Semifinaler | Semifinaler |  |  | Final | Final |
|  |               |               |          |       |             |             |  |  |       |       |
|  |               |               |          |       |             |             |  |  |       |       |
|  |               |               |          |       |             |             |  |  |       |       |
|  | Sydkorea      | 35            |          |       |             |             |  |  |       |       |
|  | Sydkorea      | 35            |          |       |             |             |  |  |       |       |
|  | Brasilien     | 24            |          |       |             |             |  |  |       |       |
|  | Brasilien     | 24            | Sydkorea | 29    |             |             |  |  |       |       |
|  |               |               | Sydkorea | 29    |             |             |  |  |       |       |
|  |               | Danmark       | 31       |       |             |             |  |  |       |       |
|  | Frankrike     | Danmark       | 31       | 26    |             |             |  |  |       |       |
|  | Frankrike     |               |          | 26    |             |             |  |  |       |       |
|  | Danmark       | 28            |          |       |             |             |  |  |       |       |
|  | Danmark       | 28            | Danmark  | 31    |             |             |  |  |       |       |
|  |               |               | Danmark  | 31    |             |             |  |  |       |       |
|  |               | Ungern        | 27       |       |             |             |  |  |       |       |
|  | Österrike     | Ungern        | 27       | 27    |             |             |  |  |       |       |
|  | Österrike     |               |          | 27    |             |             |  |  |       |       |
|  | Ungern        | 28            |          |       |             |             |  |  |       |       |
|  | Ungern        | 28            | Ungern   | 28    | Bronsmatch  | Bronsmatch  |  |  |       |       |
|  |               |               | Ungern   | 28    | Bronsmatch  | Bronsmatch  |  |  |       |       |
|  |               | Norge         | 23       |       |             |             |  |  |       |       |
|  | Norge         | Norge         | 23       | 28    | Sydkorea    | 21          |  |  |       |       |
|  | Norge         |               |          | 28    | Sydkorea    | 21          |  |  |       |       |
|  | Rumänien      | 16            |          | Norge | 22          |             |  |  |       |       |
|  | Rumänien      | 16            |          |       | 22          |             |  |  |       |       |
|  |               |               |          |       |             |             |  |  |       |       |
|  |               |               |          |       |             |             |  |  |       |       |

## Kanotsport
Sprint
Herrar
Herrarnas K-1 500 m
- Geza Magyar
  - Kvalheat — 01:42,733
  - Semifinal — 01:41,482 (→ gick inte vidare)

Herrarnas K-1 1000 m
- Marian Băban
  - Kvalheat — 03:45,127
  - Semifinal — 03:47,215 (→ gick inte vidare)

Herrarnas K-2 500 m
- Vasile Curuzan, Nicu Romică Şerban
  - Kvalheat — 01:33,184
  - Semifinal — 01:32,975 (→ gick inte vidare)

Herrarnas K-4 1000 m
- Vasile Curuzan, Sorin Petcu, Nicu Romică Şerban, Marian Sîrbu
  - Kvalheat — 03:05,341
  - Semifinal — 03:05,101 (→ gick inte vidare)

Herrarnas C-1 500 m
- Florin Huidu
  - Kvalheat — 01:53,076
  - Semifinal — 01:53,277 (→ gick inte vidare)

Herrarnas C-1 1000 m
- Florin Huidu
  - Kvalheat — 03:56,770
  - Semifinal — 04:03,901 (→ gick inte vidare)

Herrarnas C-2 500 m
- Florin Popescu, Mitică Pricop
  - Kvalheat — 01:41,904
  - Semifinal — Bye
  - Final — 01:54,260 (→  Brons)

Herrarnas C-2 1000 m
- Florin Popescu, Mitică Pricop
  - Kvalheat — 03:37,340
  - Semifinal — Bye
  - Final — 03:37,355 (→  Guld)

Damer
Damernas K-1 500 m
- Sanda Toma
  - Kvalheat — 01:54,738
  - Semifinal — 01:56,310 (→ gick inte vidare)

Damernas K-2 500 m
- Raluca Andreea Ioniţă, Mariana Limbău
  - Kvalheat — 01:43,204
  - Semifinal — Bye
  - Final — 01:59,264 (→ 4:e plats)

Damernas K-4 500 m
- Sanda Toma, Raluca Andreea Ioniţă, Mariana Limbău, Elena Radu
  - Kvalheat — 01:35,935
  - Semifinal — Bye
  - Final — 01:37,010 (→  Brons)

## Simhopp

### Herrar
| Hoppare           | Gren           | Kval   | Kval      | Semifinal        | Semifinal        | Final            | Final            |
| Hoppare           | Gren           | Poäng  | Placering | Poäng            | Placering        | Poäng            | Placering        |
| ----------------- | -------------- | ------ | --------- | ---------------- | ---------------- | ---------------- | ---------------- |
| Gabriel Chereches | Herrarnas 3 m  | 318,27 | 35        | Gick inte vidare | Gick inte vidare | Gick inte vidare | Gick inte vidare |
| Gabriel Chereches | Herrarnas 10 m | 320,61 | 30        | Gick inte vidare | Gick inte vidare | Gick inte vidare | Gick inte vidare |

### Damer
| Hoppare            | Gren          | Kval   | Kval      | Semifinal        | Semifinal        | Final            | Final            |
| Hoppare            | Gren          | Poäng  | Placering | Poäng            | Placering        | Poäng            | Placering        |
| ------------------ | ------------- | ------ | --------- | ---------------- | ---------------- | ---------------- | ---------------- |
| Clara Elena Ciocan | Damernas 10 m | 265,29 | 21        | Gick inte vidare | Gick inte vidare | Gick inte vidare | Gick inte vidare |
| Anişoara Oprea     | Damernas 10 m | 221,82 | 36        | Gick inte vidare | Gick inte vidare | Gick inte vidare | Gick inte vidare |